# Palác Verdala
Palác Verdala (maltsky Il-Palazz Verdala) je renesanční rezidence na Maltě, která stojí na návrší u města Siġġiewi v Západním regionu.
Na místě původně stál lovecký zámeček, který nechal vybudovat Jean Parisot de La Valette. Nový palác byl postaven v letech 1581–1586 pro velmistra Maltézského řádu Huguese Loubenx de Verdalle, po němž je pojmenován. Autorem návrhu byl architekt Girolamo Cassar, který se inspiroval podobou italské Vily Farnese. Palác má tři patra a čtvercový půdorys s pětibokými věžemi v rozích. V interiéru se nacházejí fresky od Filippa Paladina a obrazy Pietra Paola Caruany. K paláci patří také kaple zasvěcená Antonínu Opatovi. Palác Verdala je obklopen lesíkem Buskett Gardens, který je jediným zachovalým lesním porostem na Maltě. Bývá proto také nazýván Palazz fil-Busket.
Za napoleonských válek byl palác vězením pro francouzské zajatce. V polovině devatenáctého století proběhla rekonstrukce, kterou řídil William Reid. Ve dvacátém století se stal sídlem britských guvernérů a do roku 1925 je památkově chráněn. Hosty zde byli britští panovníci Eduard VII., Jiří V. a Jiří VI., Muammar Kaddáfí nebo Josip Broz Tito. Za druhé světové války byly v zámku uschovány sbírky Maltského národního muzea. Od roku 1987 je palác oficiální letní rezidencí maltské hlavy státu. Pro veřejnost se otvírá pouze o srpnovém úplňku, kdy se zde koná velký dobročinný ples. Palác se objevil v seriálu Hra o trůny jako místo svatby Daenerys Targaryen a Khal Droga.
S budovou je spojena pověst o tom, že se zde zjevuje Modrá paní. Má jít o ducha neteře velmistra Emmanuela de Rohan-Polduc, která spáchala sebevraždu skokem z balkonu paláce, aby nemusela uzavřít nucený politický sňatek.